# Príncipe del Sacro Imperio Romano Germánico

Corona heráldica de un príncipe del Sacro Imperio Romano Germánico

Manto y corona principesca

Corona principesca

Príncipe del Sacro Imperio Romano Germánico (en latín: princeps imperii, en alemán: Reichsfürst) era un título atribuido a un gobernante hereditario, noble o prelado reconocido como tal por el Emperador del Sacro Imperio Romano Germánico.

## Definición
Originalmente, los poseedores del título principesco lo llevaban como vasallos inmediatos del Emperador que poseía un feudo (secular o eclesiástico) que no tenía suzerania excepto el Emperador. Sin embargo, cuando se abolió el Sacro Imperio Romano Germánico en 1806, había varios poseedores de títulos principescos imperiales que no cumplían con estos criterios.
Así, había dos tipos principales de príncipes:los que ejercían Landeshoheit (soberanía dentro del propio territorio respetando las leyes y tradiciones del imperio), así como un voto individual o compartido en el Colegio de Príncipes, y aquellos cuyo título era honorífico (el poseedor carece de un feudo imperial inmediato y/o un voto en la Dieta Imperial). El primero llegó a ser considerado "realeza" en el sentido de ser tratados como soberanos, con derecho a casarse con las dinastías reinantes. El segundo nivel estaba formado por nobles de alto rango cuyo título principesco no implicaba, sin embargo, igualdad con la realeza. Estas distinciones evolucionaron dentro del Imperio, pero fueron codificadas por el Congreso de Viena en 1815 cuando creó la Confederación Alemana y reconoció un estatus específico y elevado (Standesherren o Casas Mediatizadas ) para los príncipes mediatizados del extinto Imperio.
Los títulos reales utilizados por los nobles imperiales variaban considerablemente por razones históricas, e incluían archiduques, duques, margraves, landgraves, condes palatinos, condes principescos (Gefürstete Grafen), así como príncipes y príncipes electores. Además, la mayoría de los feudos alemanes en el Imperio (excepto las elecciones) eran heredables por todos los varones de una familia en lugar de por primogenitura, el título principesco(o cualquier título que la familia usara) era igualmente compartido por todos los miembros agnaticos de la familia, hombres y mujeres.

## Estado imperial
El estado de los príncipes imperiales o Reichsfürstenstand se estableció por primera vez en un sentido legal en la Baja Edad Media. Una finca particular de "los Príncipes" se mencionó por primera vez en el decreto emitido por el emperador Federico Barbarroja en 1180 en la Dieta Imperial de Gelnhausen, en la que despojó al duque Enrique el León de Sajonia y Baviera. Aproximadamente cincuenta años después, Eike de Repgow lo codificó como una emanación de la ley feudal registrada en su Sachsenspiegel, donde los príncipes laicos formaban el tercer nivel o Heerschild en la estructura militar feudal por debajo de los príncipes eclesiásticos. Oficialmente, los estados principescos del Sacro Imperio Romano Germánico tenían que cumplir con tres requisitos:
- dominio territorial y el droit de régale, es decir, derechos soberanos, sobre un feudo inmediato del Imperio
- un voto directo (votum virile) y un escaño en la Dieta Imperial
- apoyo directo para los gastos y la proscripción militar del Imperio.

No todos los estados cumplieron con los tres requisitos, por lo que se puede distinguir entre príncipes efectivos y honorarios del Sacro Imperio Romano.
Los Príncipes del Imperio se ubicaron por debajo de los siete Príncipes electores designados por la Bula de Oro de 1356 (y electores posteriores), pero por encima del Reichsgrafen (Condes), Freiherren (barones) y los prelados imperiales, que formaron con ellos las asambleas de la Dieta Imperial. pero solo celebró votaciones colectivas. Alrededor de 1180, los príncipes seculares comprendían los Herzög (duques) que generalmente gobernaban territorios más grandes dentro del Imperio en la tradición de los antiguos ducados alemanes, pero también los Condes de Anhalt y Namur, los Landgraves de Turingia y los Margraves de Meissen.

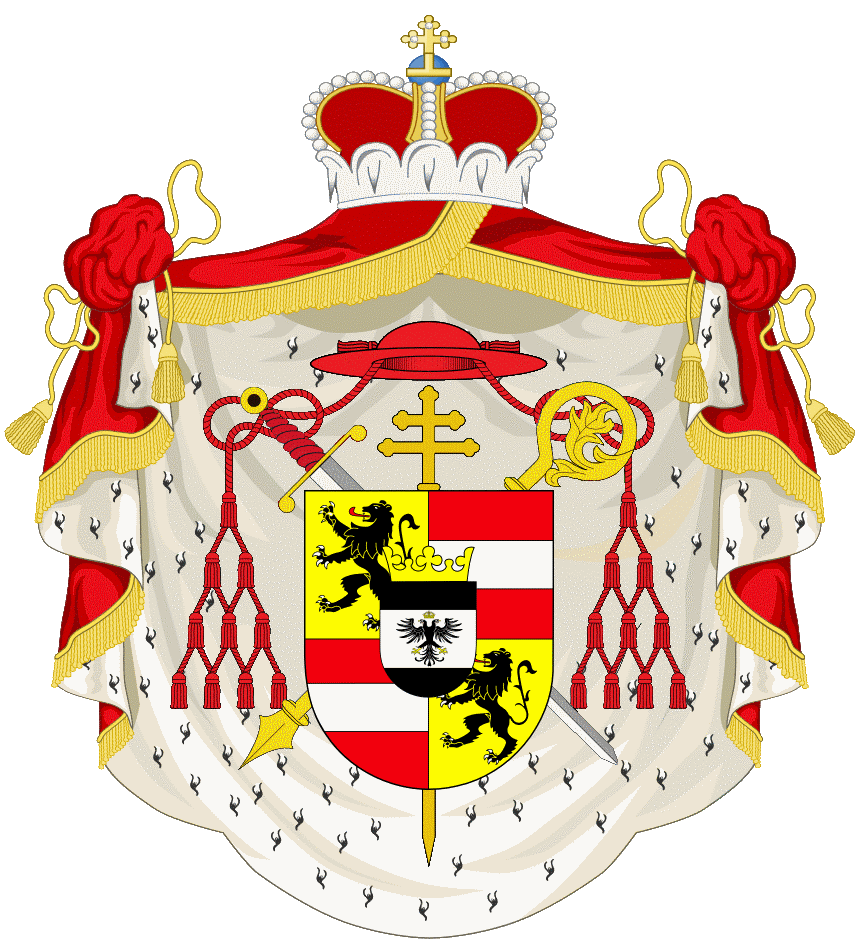
Escudo de armas de Hieronymus von Colloredo, príncipe-arzobispo de Salzburgo

Desde el siglo XIII en adelante, el emperador elevó formalmente otras propiedades a la categoría de principescos. Entre los más importantes se encuentran los descendientes de Welf de Enrique el León en Brunswick-Lüneburg, elevados a Príncipes del Imperio y investidos con el título ducal por el emperador Federico II en 1235, y los Landgraves de Hesse en 1292. Las resoluciones de la Dieta de Augsburgo de 1582 declararon explícitamente que el estado estaba indisolublemente vinculado con la posesión de un territorio imperial en particular. Más tarde, familias nobles elevadas como las dinastías Fürstenberg, Liechtenstein o Thurn und Taxis comenzaron posteriormente a referirse a su territorio como un "principado" y asumieron el rango otorgado de Príncipe (Fürst) como título hereditario. La mayoría de los condes que gobernaron territorios fueron elevados al rango principesco en las décadas anteriores al fin del Imperio en 1806.

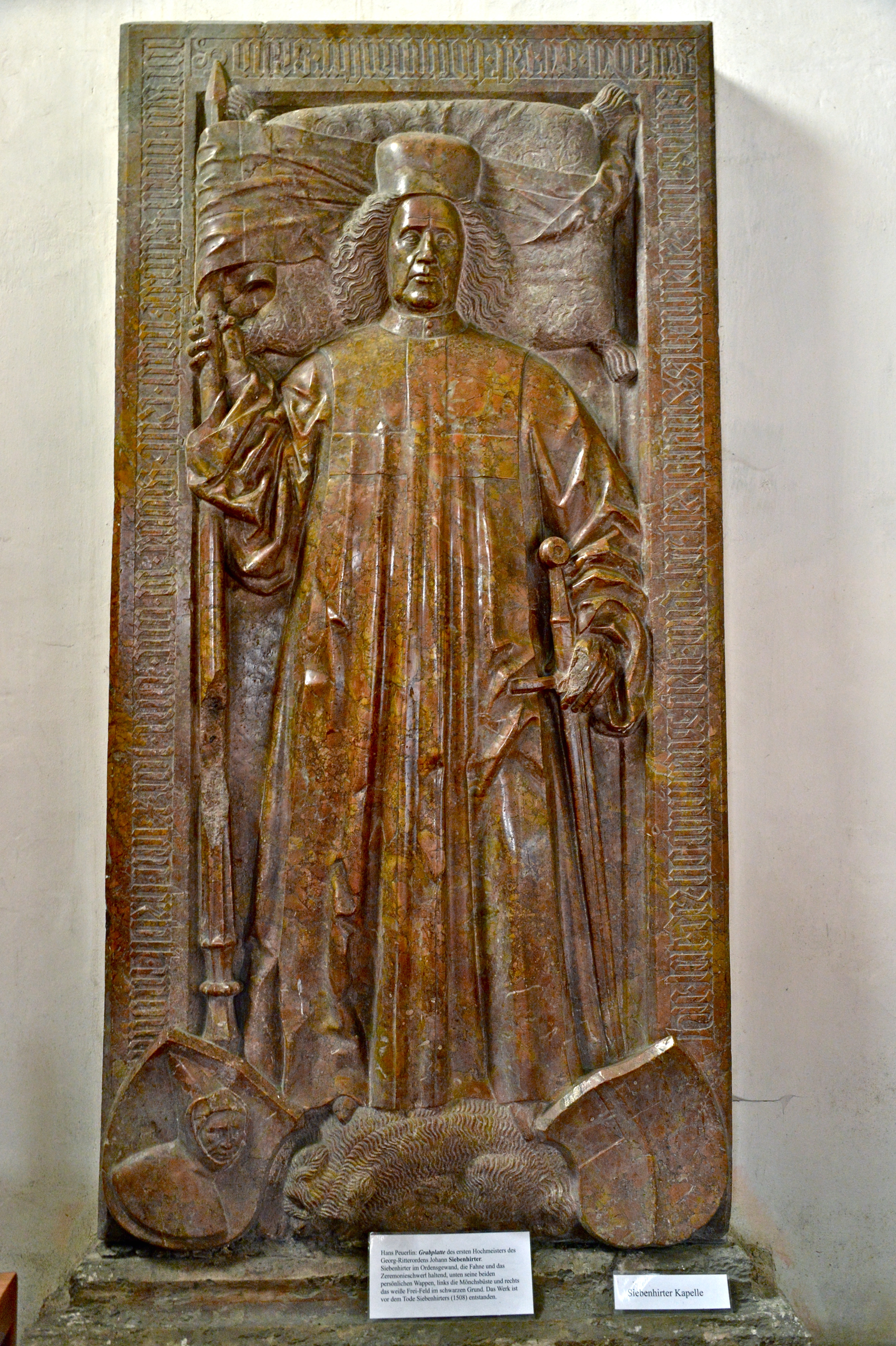
Tumba del Príncipe del Sacro Imperio Romano Germánico Johann Siebenhirter (1420-1508) en la iglesia parroquial de Millstatt, Austria

Los príncipes eclesiásticos eran los príncipes-obispos (incluidos los príncipes-arzobispos de Besançon, Bremen, Magdeburgo y Salzburgo), así como los verdaderos príncipes-abades. Comprenden una serie de entidades políticas que se secularizaron y mediatizaron después de la Paz de Westfalia de 1648.

## Título honorífico
El estatus honorario de príncipe del Sacro Imperio Romano Germánico podría otorgarse a ciertas personas. Estas personas incluyeron:
- Gobernantes de los estados del Imperio que no ocupaban un asiento individual en la cámara principesca de la Dieta Imperial, pero ocupaban un asiento como recuento y compartían con otros recuentos en el voto único ejercido por cada uno de los cuatro consejos comitales regionales o Grafenbanken.
- Soberanos fuera del Imperio, como la Soberana Orden Militar de Malta.[4]
- Nobles a los que se les permitía llevar el título principesco, pero que no tenían voto ni escaño en la Dieta Imperial, individual o compartida, como la Casa de Kinsky. Esto incluía a los nobles que carecían de inmediatez, pero a quienes el Emperador les permitía, motu proprio, disfrutar del título y rango de príncipe de un estado imperial. Aunque esta cortesía tendía a volverse hereditaria para las familias, el derecho al estatus principesco se llamaba Personalista (personal) y podía ser revocado por el Emperador.
- Extranjeros destacados, como los príncipes de Belmonte, los príncipes Chigi, los príncipes Orsini,[5] los príncipes Orloff, los príncipes Potemkin, Lubomirski o Radziwiłł[6]
- Sujetos del Imperio a quienes un Emperador les otorgó un título principesco, pero que no tenían ningún territorio o soberanía en absoluto. Este estatus se otorgó ocasionalmente a las esposas e hijos morganáticos de familias electorales e inmediatas, permitiéndoles compartir el título principesco del esposo / padre, pero no su rango y privilegios principescos (por ejemplo, Frederick William von Hessenstein ).